# STS-51-L
Per a més informació sobre l'accident, vegeu accident del transbordador espacial Challenger.
La missió STS-51-L fou el vint-i-cinquè vol del programa del transbordador espacial estatunidenc, i la primera vegada en què un civil volava al transbordador espacial. La missió utilitzà el transbordador espacial Challenger, que s'enlairà del complex de llançament 39-B del Centre Espacial Kennedy (Florida) el 28 de gener del 1986.
La missió acabà en un desastre quan el Challenger fou destruït 73 segons després de l'enlairament. La Comissió Rogers i, més específicament el Doctor Richard P. Feynman determinaren que la causa fou la fallada d'un segell de la junta tòrica del coet accelerador sòlid (SRB) dret del Challenger. La fallada del segell permeté que una flama s'escapés i impactés contra un dels dos muntants d'unió posteriors de l'SRB, que acabà fallant i feu que el coet pivotés sobre els seus punts d'unió restants. Després, la part davantera del cilindre del coet impactà contra la zona intertancs del tanc exterior (ET), fet que provocà una fallada estructural de l'ET, el component estructural clau de tota la pila. Aleshores es produí una ràpida combustió dels propel·lents alliberats. Amb la "columna vertebral" de l'estructura de la pila compromesa i en procés de desintegració, els SRB marxaren volant en solitari, igual que l'orbitador, que es desintegrà ràpidament a causa de les brutals forces aerodinàmiques a què fou sotmès. Les proves descobertes de la cabina de tripulació revelaren que alguns dels subministrament d'aire d'emergència (PEAP) que duien els astronautes havien estat activats manualment, indicant que les forces de la fragmentació de l'orbitador no foren inherentment letals i que com a mínim tres membres de la tripulació continuaven amb vida després de la desintegració.
La missió STS-51-L fou la desena del Challenger i havia de posar en òrbita el segon d'una sèrie de satèl·lits de seguiment i relé de dades, dur a terme el primer vol del Shuttle-Pointed Tool for Astronomy (SPARTAN-203)/Halley's Comet Experiment Deployable per observar el cometa de Halley, i donar diverses lliçons des de l'espai dins del marc del Projecte Teacher in Space i el Shuttle Student Involvement Program (SSIP). El vol també fou la primera missió tripulada estatunidenca en què hi hagué morts durant el vol, i la primera missió tripulada estatunidenca en ser llançada i no arribar a l'espai (la primera fou la Soiuz 18a).

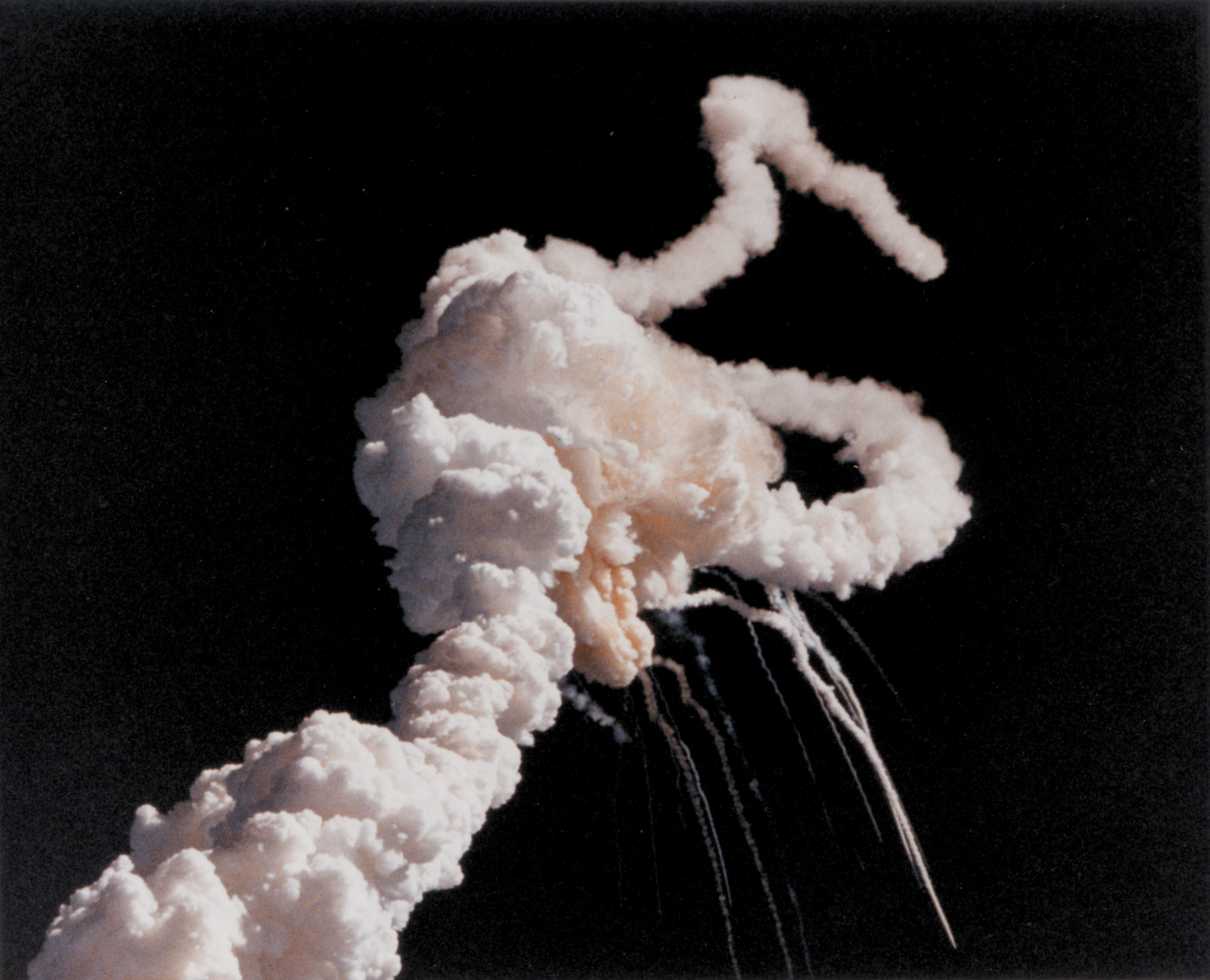
La imatge icònica del plomall de fum del transbordador espacial Challenger després de desintegrar-se 73 segons després del llançament. L'accident provocà la mort dels set tripulants de la missió STS-51-L.